# مازن بن الغضوبة
مازن بن غضوبة صحابي جليل، قيل أنه أول من أسلم من أهل عمان ، وكان ذلك في السنة السادسة للهجرة.

## نسبه
مازن بن غضوبة بن سبيعة بن شماس بن حيان بن أبي بشر بن سعد نبهان بن عمرو بن الغوث بن طئ من ولاية سمائل.

## قصته
يروي مازن بن غضوبة عن نفسه:
كنت أسدن صنما يقال له باحر بسمائل قرية بعمان، فعترنا ذات يوم عنده عتيرة وهي الذبيحة، فسمعت صوتًا من الصنم يقول: 
قال: ففزعت لذلك، وقلت: إن هذا لعجب، ثم عترت بعد أيام عتيرة، فسمعت صوتًا من الصنم يقول: 
فقلت: إن هذا لعجب، وإنه لخير يراد بنا، فبينا نحن كذلك إذ قدم رجل من الحجاز، فقلنا: ما الخبر وراءك؟ قال: ظهر رجل يقال له أحمد، يقول لمن أتاه: «أجيبوا داعي الله» قلت: هذا نبأ ما قد سمعت، فسرت إلى الصنم فكسرته أجذاذا، وركبت راحلتي فقدمت على رسول الله -صلى الله عليه وسلم-، فشرح لي الإسلام فأسلمت.